# Ridge Racer 64
Ridge Racer 64 és un videojoc de curses desenvolupat per Nintendo Software Technology per la Nintendo 64 el 2000. Disposa de pistes de Ridge Racer i Ridge Racer Revolution i el seu propi conjunt de pistes del desert exclusives de la Nintendo 64, anomenades Renegade. Les variacions d'aquestes pistes suposen un total de 20 pistes del joc.

## Ridge Racer DS
Ridge Racer DS és un videojoc per la Nintendo DS basat en el llançament de Nintendo 64. El joc es va tornar a fer servir per utilitzar les funcions de la DS, com ara la pantalla tàctil i el reproductor multimèdia sense fils, alhora que proporciona una experiència molt similar a la seva contrapart original.

## Rebuda
La versió N64 va rebre anàlisis «favorables», mentre el remake de DS en va rebre de «regulars», segons el lloc web Metacritic.